# Maridillo

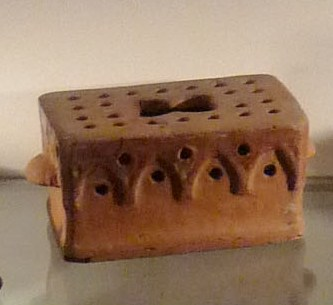
Hornillo calientapiés. Museo alsaciano de Estrasburgo.

Maridillo, rejuela y librete se llamaba a los diferentes tipos de braserito que usaban, preferentemente las mujeres, para calentarse los pies, bien bajo las faldas, bien dentro de las camas.
Según Covarrubias, se les dio el nombre de maridillos porque "las calentaban -a las mujeres-, de día en sus estrados, como de noche sus maridos en la cama". Los primitivos braseritos de barro cocido sin vidriar, se convirtieron en cajitas en forma de arquilla, enrejadas por la tapa, y de ahí su otro nombre de rejuelas. La otra denominación de librete describe el modelo más sofisticado de maridillo: en forma de libro, revestido interiormente de hoja de lata, dentro del cual se metía una lámina de hierro muy caliente o incandescente, con la que conservaban el calor sin peligro de prender fuego.
Este pequeño e ingenioso mueble se llamó también la religiosa o la capuchina por el uso frecuente que le daban las monjas, particularmente las de esa orden (capuchinas).